# Шуваловский проезд (Санкт-Петербург)
Шуваловский проезд (первоначально — Эрмитажный проезд) — неофициальное название внутриквартального проезда в Центральном районе Санкт-Петербурга, идущий от Дворцовой набережной до Миллионной улицы между зданиями Большого, Нового и Малого Эрмитажа. С 2016 года — пешеходная зона и дополнительный вход в музей для посетителей с интернет-билетами. Проезд открыт для прохода только в часы работы музея.

## История
Своё имя проезд получил в по фамилии проживавшего в XIX веке в здании Малого Эрмитажа обер-гофмаршала А. П. Шувалова. До 2016 года использовался как внутренний служебный двор музейного комплекса. В северной части сооружён подземный переход для служащих музея — «Крюйсов переход» (построен на месте, где до середины XVIII века находился дом адмирала Крюйса).